# Лакавона (Њујорк)
Лакавона (енгл. Lackawanna) град је у америчкој савезној држави Њујорк. По попису становништва из 2010. у њему је живело 18.141 становника.

## Демографија
Према попису становништва из 2010. у граду је живело 18.141 становника, што је 923 (4,8%) становника мање него 2000. године.
| Група             | 2000.          | 2010.          |
| Белци             | 15.546 (81,5%) | 14.507 (80,0%) |
| Афроамериканци    | 1.812 (9,5%)   | 1.790 (9,9%)   |
| Азијати           | 59 (0,3%)      | 121 (0,7%)     |
| Хиспаноамериканци | 969 (5,1%)     | 1.283 (7,1%)   |
| Укупно            | 19.064         | 18.141         |